# Juan Fernández (navigateur espagnol)
Pour les articles homonymes, voir Fernández et Juan Fernández.
Juan Fernández (1536 – 1604) était un explorateur et navigateur espagnol, principalement connu pour ses voyage dans l'Océan Paciﬁque sud.
Il est à l'origine de la découverte des îles éponymes de l'Archipel Juan Fernández dont fait partie l'Île Robinson Crusoé, ou s'est échoué Alexander Selkirk inspirant à Daniel Defoe son roman Robinson Crusoé.
Selon certains historiens tel qu'Alexander Darlrymple et James Burney, Juan Fernández serait le premier Européen à avoir atteint la Nouvelle-Zélande

## Biographie
Le 22 novembre 1574, il découvre par hasard l'archipel Juan Fernández en évitant le courant de Humboldt qui ralentissait les navires naviguant vers le sud le long des côtes Chilienne. L'archipel se situe à l'ouest de Valparaíso, sur les côtes du Chili. La même année il découvre également les îles  San Félix et San Ambrosio. 
Parti du Chili en 1576, il rencontra à son retour une côte qui avait toutes les apparences d'un continent et que l'on croit être la Nouvelle-Zélande ; mais il ne put pousser plus loin ses recherches, la mort l'empêcha d'y revenir.